# El Naranjo (Tucumán)
El Naranjo es una localidad argentina ubicada en el Departamento Burruyacú de la Provincia de Tucumán.
Está ubicada a la vera del río Calera. Se encuentra sobre la Ruta Provincial 321, que la vincula al sur con San Miguel de Tucumán y al norte con Villa Padre Monti.
La comuna con asiento en El Naranjo se denomina El Naranjo y El Sunchal, este último es un paraje situado 5 km al norte.

## Población
Cuenta con 238 habitantes (Indec, 2010), lo que representa un incremento del 54% frente a los 154 habitantes (Indec, 2001) del censo anterior.
- Datos: Q5822602